# Мейпл-Ридж (Британська Колумбія)
Мейпл-Ридж (англ. Maple Ridge) — місто в Канаді, у провінції Британська Колумбія, у складі регіонального округу Метро-Ванкувер.

## Населення
За даними перепису 2016 року, місто нараховувало 82256 осіб, показавши зростання на 8,2%, порівняно з 2011-м роком. Середня густина населення становила 308,3 осіб/км².
З офіційних мов обидвома одночасно володіли 4 965 жителів, тільки англійською — 75 560, тільки французькою — 20, а 735 — жодною з них. Усього 11915 осіб вважали рідною мовою не одну з офіційних, з них 10 — одну з корінних мов, а 140 — українську.
Працездатне населення становило 68,9% усього населення, рівень безробіття — 5,1% (4,9% серед чоловіків та 5,4% серед жінок). 86,4% осіб були найманими працівниками, а 12,3% — самозайнятими.
Середній дохід на особу становив $46 950 (медіана $37 508), при цьому для чоловіків — $57 711, а для жінок $36 659 (медіани — $48 970 та $29 524 відповідно).
33,1% мешканців мали закінчену шкільну освіту, не мали закінченої шкільної освіти — 15,5%, 51,5% мали післяшкільну освіту, з яких 28,9% мали диплом бакалавра, або вищий, 210 осіб мали вчений ступінь.
| Статево-вікова структура населення | Статево-вікова структура населення | Статево-вікова структура населення | Статево-вікова структура населення | Статево-вікова структура населення |
| ---------------------------------- | ---------------------------------- | ---------------------------------- | ---------------------------------- | ---------------------------------- |
|                                    |                                    |                                    |                                    |                                    |
| Всього                             | Всього                             | 49,0%51,0%                         |                                    |                                    |
| 0 — 14 років                       | 0 — 14 років                       |                                    | 17,5%                              | 17,5%                              |
| 15 — 64 років                      | 15 — 64 років                      |                                    | 68%                                | 68%                                |
| 65 і більше                        | 65 і більше                        |                                    | 14,5%                              | 14,5%                              |
| 85 і більше                        | 85 і більше                        |                                    | 1,8%                               | 1,8%                               |
| 100 і більше                       | 100 і більше                       |                                    | 0%                                 | 0%                                 |
| Середній вік (років)               | Середній вік (років)               | 39,241,0                           | 40,1                               | 40,1                               |
| Медіана (років)                    | Медіана (років)                    | 40,342,3                           | 41,4                               | 41,4                               |
| — чоловіки — жінки                 |                                    |                                    |                                    |                                    |

| Походження мешканців:     | Походження мешканців:     | Походження мешканців: | Походження мешканців: | Походження мешканців: |
| ------------------------- | ------------------------- | --------------------- | --------------------- | --------------------- |
| Походження                |                           |                       | осіб                  | %                     |
| Корінні американці        | Корінні американці        |                       | 4 315                 | 5.33%                 |
| Інше північноамериканське | Інше північноамериканське |                       | 22 045                | 27.22%                |
| Європейське               | Європейське               |                       | 62 330                | 76.97%                |
| британське                | британське                |                       | 43 835                | 54.13%                |
| французьке                | французьке                |                       | 8 885                 | 10.97%                |
| українське                | українське                |                       | 5 270                 | 6.51%                 |
| Латинськоамериканське     | Латинськоамериканське     |                       | 1 435                 | 1.77%                 |
| Карибське                 | Карибське                 |                       | 690                   | 0.85%                 |
| Африканське               | Африканське               |                       | 1 415                 | 1.75%                 |
| Азійське                  | Азійське                  |                       | 10 760                | 13.29%                |
| Океанійське               | Океанійське               |                       | 635                   | 0.78%                 |

| Зайнятість населення за галузями (за класифікацією NOC): | Зайнятість населення за галузями (за класифікацією NOC): | Зайнятість населення за галузями (за класифікацією NOC): | Зайнятість населення за галузями (за класифікацією NOC): | Зайнятість населення за галузями (за класифікацією NOC): |
| -------------------------------------------------------- | -------------------------------------------------------- | -------------------------------------------------------- | -------------------------------------------------------- | -------------------------------------------------------- |
|                                                          |                                                          |                                                          |                                                          |                                                          |
| Управління                                               | Управління                                               |                                                          | 11,1%                                                    | 11,1%                                                    |
| Бізнес, фінанси та адміністрування                       | Бізнес, фінанси та адміністрування                       |                                                          | 15%                                                      | 15%                                                      |
| Природничі та прикладні науки                            | Природничі та прикладні науки                            |                                                          | 5%                                                       | 5%                                                       |
| Охорона здоров'я                                         | Охорона здоров'я                                         |                                                          | 6%                                                       | 6%                                                       |
| Освіта, правозахист, муніципальні та урядові служби      | Освіта, правозахист, муніципальні та урядові служби      |                                                          | 11,2%                                                    | 11,2%                                                    |
| Мистецтво, культура, відпочинок та спорт                 | Мистецтво, культура, відпочинок та спорт                 |                                                          | 3,1%                                                     | 3,1%                                                     |
| Роздрібна торгівля та послуги                            | Роздрібна торгівля та послуги                            |                                                          | 23,5%                                                    | 23,5%                                                    |
| Гуртова торгівля, транспорт та обладнання                | Гуртова торгівля, транспорт та обладнання                |                                                          | 20,5%                                                    | 20,5%                                                    |
| Природні ресурси, сільське господарство                  | Природні ресурси, сільське господарство                  |                                                          | 1,7%                                                     | 1,7%                                                     |
| Виробництво                                              | Виробництво                                              |                                                          | 3%                                                       | 3%                                                       |

## Клімат
Середня річна температура становить 10°C, середня максимальна – 21°C, а середня мінімальна – -2,4°C. Середня річна кількість опадів – 1 972 мм.
| Клімат поселення                              | Клімат поселення | Клімат поселення | Клімат поселення | Клімат поселення | Клімат поселення | Клімат поселення | Клімат поселення | Клімат поселення | Клімат поселення | Клімат поселення | Клімат поселення | Клімат поселення | Клімат поселення |
| Показник                                      | Січ.             | Лют.             | Бер.             | Квіт.            | Трав.            | Черв.            | Лип.             | Серп.            | Вер.             | Жовт.            | Лист.            | Груд.            |                  |
| Середній максимум, °C                         | 7,34             | 9,40             | 11,63            | 14,20            | 17,48            | 20,18            | 20,62            | 21,03            | 18,16            | 13,53            | 9,03             | 5,84             |                  |
| Середня температура, °C                       | 2,47             | 4,51             | 6,74             | 9,32             | 12,60            | 15,30            | 17,50            | 17,90            | 15,03            | 10,37            | 5,90             | 2,71             |                  |
| Середній мінімум, °C                          | −2,42            | −0,37            | 1,88             | 4,45             | 7,71             | 10,40            | 14,33            | 14,75            | 11,88            | 7,25             | 2,76             | −0,43            |                  |
| Норма опадів, мм                              | 273              | 181              | 175              | 153              | 127              | 96               | 66               | 64               | 91               | 201              | 308              | 237              |                  |
| Середньомісячна швидкість вітру, м/с          | 3.15             | 3.05             | 3.15             | 2.97             | 2.85             | 2.87             | 2.79             | 2.55             | 2.31             | 2.54             | 3.13             | 3.21             |                  |
| Середньомісячна сонячна радіація, кДж/м²·день | 3122             | 6065             | 9808             | 14866            | 18479            | 19914            | 21242            | 18288            | 13102            | 7031             | 3517             | 2443             |                  |
| --------------------------------------------- | ---------------- | ---------------- | ---------------- | ---------------- | ---------------- | ---------------- | ---------------- | ---------------- | ---------------- | ---------------- | ---------------- | ---------------- | ---------------- |
| Джерело:                                      |                  |                  |                  |                  |                  |                  |                  |                  |                  |                  |                  |                  |                  |